# 제이슨 모리스
제이슨 뉴스 모리스(영어: Jason Newth Morris, 1967년 2월 3일~)는 미국의 유도 선수, 지도자이다. 1992년 하계 올림픽 남자 미들급에서 동메달을 획득했으며 세계 선수권 대회에서 동메달을 1개 획득했다.